# الیل
الیل (به فرانسوی: Alele) یک منطقهٔ مسکونی در فرانسه است که در جزیره  والیس و فوتونا واقع شده‌است.

## خصوصیات
الیل ۶۲۹ نفر جمعیت دارد.